# Lum (bain)
Pour les articles homonymes, voir Lum.
En Sowa-Rigpa (médecine traditionnelle tibétaine), le terme « lum » (tibétain : ལུམས, Wylie : lums, signifiant bain) désigne l'ensemble des connaissances et des pratiques autour du bain médicinal. Ces bains se prennent dans des sources naturelles chaudes, dans de l'eau contenant des plantes, et dans de la vapeur. Inscrit, à titre de complément, dans les programmes des facultés de médecine tibétaines, ce type de bain intègre, à la suite d'une décision de l'Unesco, la liste représentative du patrimoine culturel immatériel de l'humanité en 2018. 

## Pratique médicinale
Dans le cadre de la Sowa-Rigpa, fondée sur les cinq éléments et les trois humeurs (Lung, Tripa et Pekan), « lum » est un terme englobant les pratiques et connaissances traditionnelles liées au bain. Afin de se maintenir en bonne santé et de soigner les maladies, le bain se prend dans des sources naturelles chaudes, agrémenté d'herbes, et dans la vapeur. Ces bains sont conçus pour l'équilibre du corps et de l'esprit. Les savoirs traditionnels en matière de santé se transmettent et sont notamment issus du Gyushi, ainsi que des religions : la religion bön et le bouddhisme tibétain. L'apprentissage de cette pratique a lieu dans la vie quotidienne, les pratiques folkloriques, médicinales ou religieuses. Les acteurs sont le médecin (Manpa), le pharmacien (Lum Jorkhan) et l'assistant (Manyok). Pendant l'époque contemporaine, cet élément appartient au programme des facultés de médecines en tant qu'enseignement complémentaire. Ces bains sont répandus au Tibet et dans les provinces de Qinghai, du Sichuan, de Gansu et de Yunnan.

## Intégration du patrimoine culturel immatériel
En 2018, à la suite d'une décision de l'Unesco, les bains lum sont intégrés à la liste représentative du patrimoine culturel immatériel de l'humanité. Cet élément y est présent sous le nom « Les bains médicinaux Lum de la Sowa Rigpa, connaissances et pratiques du peuple tibétain en Chine concernant la vie, la santé et la prévention et le traitement des maladies». L'Unesco décrit ces bains comme produisant une bonne santé, des codes sociaux ainsi qu'une transmission du respect de la nature.  